# Norsk Data
La Norsk Data è stato un produttore di Computer con sede a Oslo in Norvegia.
Fu fondata nel 1967 e produsse minicomputer fino al 1992.
Fu maggiormente attiva nel periodo che va dei primi anni settanta fino alla fine degli anni ottanta.
Nell'anno di maggior successo commerciale, il 1987, fu la seconda azienda norvegese per dimensioni impiegando 4500 dipendenti.
Nella sua storia  la Norsk Data produsse un lungo elenco di sistemi estremamente innovativi con un alto numero di novità mondiali. Alcuni esempi sono il sistema Nord-1 che è stato il primo minicomputer ad essere dotato di serie sia della tecnologia di memory paging che ad essere dotato delle istruzioni floating-point. 
Il sistema Nord-5 fu invece il primo minicomputer al mondo con processore a 32 bit.